# Sucre (Kolumbia)
Sucre – departament Kolumbii.  Leży w północnej części kraju, nad Oceanem Atlantyckim.  Stolicą departamentu Sucre jest miasto Sincelejo.

## Gminy
1. Buenavista
2. Caimito
3. Chalán
4. Corozal
5. Coveñas
6. El Roble
7. Galeras
8. Guaranda
9. La Unión
10. Los Palmitos
11. Majagual
12. Morroa
13. Ovejas
14. Palmito
15. Sampués
16. San Benito Abad
17. San Juan Betulia
18. San Marcos
19. San Onofre
20. San Pedro
21. Sincé
22. Sincelejo
23. Sucre
24. Tolú
25. Toluviejo